# Janowa (rejon dokszycki)
Janowa (biał. Янова; ros. Яново, Janowo) – wieś na Białorusi, w obwodzie witebskim, w rejonie dokszyckim, w sielsowiecie Biarozki. W 2009 roku liczyła 12 mieszkańców.